# (6381) Toyama
(6381) Toyama – planetoida z pasa głównego asteroid okrążająca Słońce w ciągu 3 lat i 142 dni w średniej odległości 2,26 j.a. Została odkryta 21 lutego 1988 roku w obserwatorium w Kitami przez Tetsuyę Fujii oraz Kazurō Watanabe. Nazwa planetoidy pochodzi od Miyukiego Toyamy (ur. 1953), japońskiego astronoma amatora. Przed nadaniem nazwy planetoida nosiła oznaczenie tymczasowe (6381) 1988 DO1.